# Frank Orren Lowden

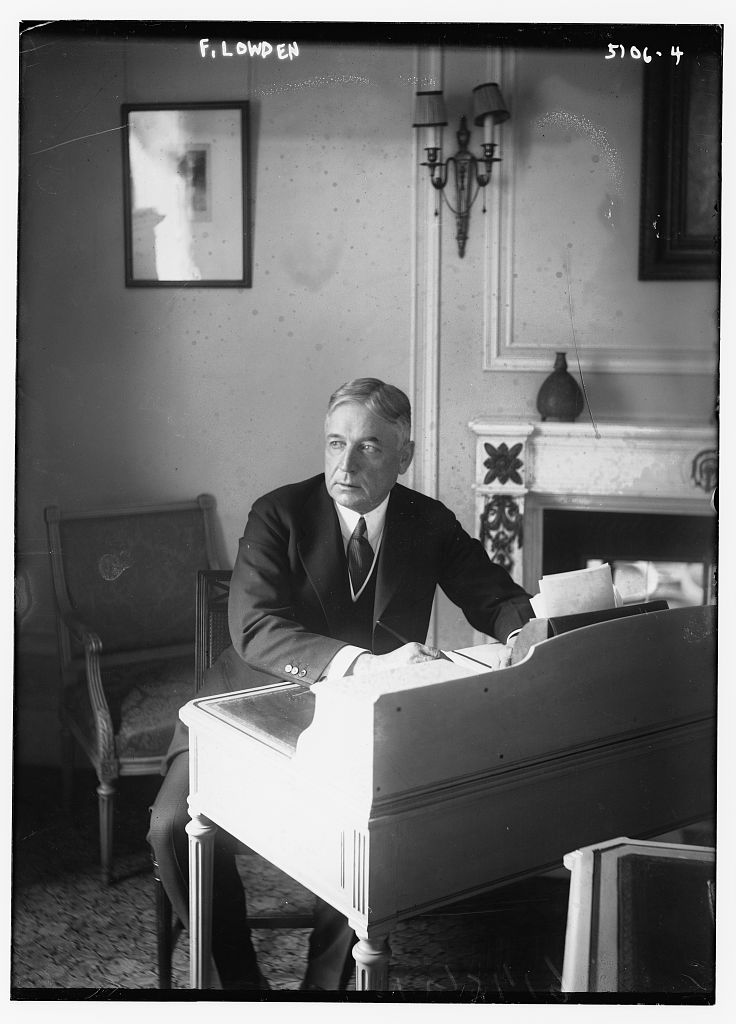
Frank Orren Lowden (1920)

Frank Orren Lowden (ur. 26 stycznia 1861 w Sunrise Township w stanie Minnesota, zm. 10 lipca 1943 w Tucson w stanie Arizona) – amerykański polityk, działacz Partii Republikańskiej, prawnik, zięć przemysłowca i konstruktora sypialnych wagonów kolejowych George'a Pullmana.
W latach 1906–1913 reprezentował 13. okręg Illinois w Izbie Reprezentantów Stanów Zjednoczonych. Od 1917 do 1921 pełnił urząd gubernatora stanu Illinois. Bezskutecznie ubiegał nominację Partii Republikańskiej na urząd prezydenta Stanów Zjednoczonych w wyborach w 1920 i 1928. W 1924 uzyskał nominację swojego ugrupowania na wiceprezydenta, jednak odmówił jej przyjęcia.
29 kwietnia 1896 poślubił Florence Pullman. Para miała czworo dzieci.